# 5187 Домон
5187 Домон  (5187 Domon) — астероїд головного поясу, відкритий 15 жовтня 1990 року.
Тіссеранів параметр щодо Юпітера — 3,272.